# TEIYO
株式会社TEIYO（ていよ、英: TEIYO INC.）は、東京都港区に本店を置く、美容事業を中心に、化粧品・健康食品の開発、製造・販売・輸入代行などの業務を行っている総合商社である。
自社会開発のオリジナルブランドや海外ブランドのコスメの卸売小売販売を行っている。

## 事業内容
- 韓国の提携BIO LABO共同開発の独自成分 「Human Umbilical Mesenchymal Stem Cell Conditioned Media」を用いたオリジナル化粧品の製造販売事業
- 化粧品製造工場 優秀化粧品製造および品質管理基準(CGMP[要曖昧さ回避])、ISO認証基準を獲得した製造工場で高機能性化粧品またはサプリメント、生活用品および医薬部外品の製品まで幅広く企画生産製造。
- オリジナル化粧品ブランド、30代からのエイジングケアに特化したTEIYOオリジナルブランド、Re Gén（リジェン）で幅広いラインナップを保有。
- 化粧品のOEM /ODM事業  CGMP、ISO取得の工場で徹底した品質管理のもとOEM /ODMサービスの提供。
- 卸・小売業 日本国内複数の大手問屋との取引による化粧品の卸業。 国内数カ所自社店舗・自社ECを通じて商品を販売。